# محوطه کله شک ۱
محوطه کله شک ۱ مربوط به دوره اشکانیان است و در شهرستان گیلانغرب، بخش مرکزی، دهستان چله، ۱۰۰ متری جنوب شرقی روستای متروکه کله شک واقع شده و این اثر در تاریخ ۲۶ اسفند ۱۳۸۷ با شمارهٔ ثبت ۲۵۷۶۰ به‌عنوان یکی از آثار ملی ایران به ثبت رسیده‌است.